# О’Доннелл, Леопольдо
Леопо́льдо О’До́ннелл и Хо́рис, граф Люсенский, герцог Тетуанский (исп. Leopoldo O'Donnell y Joris; 12 января 1809, Санта-Крус-де-Тенерифе — 5 ноября 1867, Биарриц) — испанский генерал и государственный деятель.

## Биография
Родился в семье с ирландскими корнями, происходившей от Калваха О’Доннелла, вождя клана О’Доннелл и короля Тирконнелла. Семья имела большие военные традиции и твёрдо придерживалась абсолютистских идей. Его отец в 1808—1809 годах был генерал-капитаном Канарских островов. Леопо́льдо О’Дóннелл поступил на службу в звании вторго лейтенанта. 
С началом Первой карлистской войны О’Доннелл, в то время в звании капитана, присоединился к кристинос, несмотря на то, что его братья и отец были на стороне карлистов. Участвуя в боевых действиях, был последовательно произведён в полковники, затем в бригадные генералы и в июне 1837 года в фельдмаршалы (mariscal de campo).
Назначенный в 1837 году командующим правительственной Кантабрийской армией, а затем генерал-капитаном Арагона, Валенсии и Мурсии, он разбил карлистов в 1838 году, при Уриете, а в следующем году одержал победу над Кабрерой при Люсене.
Вследствие неудачи поднятого им в 1841 году, вместе с Нарваесом и Гутьерресом де ла Кончей, восстания против Эспартеро, он бежал во Францию, где и оставался до падения Эспартеро, в 1843 году.
Назначенный губернатором Кубы, он пробыл там до 1848 года; вернувшись в Испанию, примкнул к оппозиционной партии в сенате.
28 июня 1854 года О’Доннелл стал во главе революции и, одержав верх над войсками королевы, 29 июля, вместе с Эспартеро, вступил в Мадрид. Назначенный военным министром, он скоро устранил слабого Эспартеро и 14 июля 1856 года сделался министром-президентом. Он объявил всю Испанию на осадном положении, распустил кортесы, но 12 октября должен был уступить власть Нарваэсу.
Примкнув к так называемой «Либеральной унии», О’Доннелл стремился к сплочению всех умеренных партий, что снова привело его к власти (1858—1863).
В войне с Марокко он принял на себя командование армией, взял, после штурма неприятельского лагеря, Тетуан и заключил выгодный для Испании мир.
При нём была предпринята, в союзе с французами, экспедиция в Мексику и вновь завоевана раньше принадлежавшая Испании колония Санто-Доминго, часть острова Эспаньола, впоследствии снова потерянная.
В 1865—1866 годах О’Доннелл в третий раз возглавлял министерство. После восстания 22 июня 1866 года в казармах Сан-Хиль и размолвки с королевой Изабеллой II О'Доннелл оставил свой пост и уехал в Биарриц, где и умер 5 ноября 1867 года.